# Meister des Cadolzburger Altars

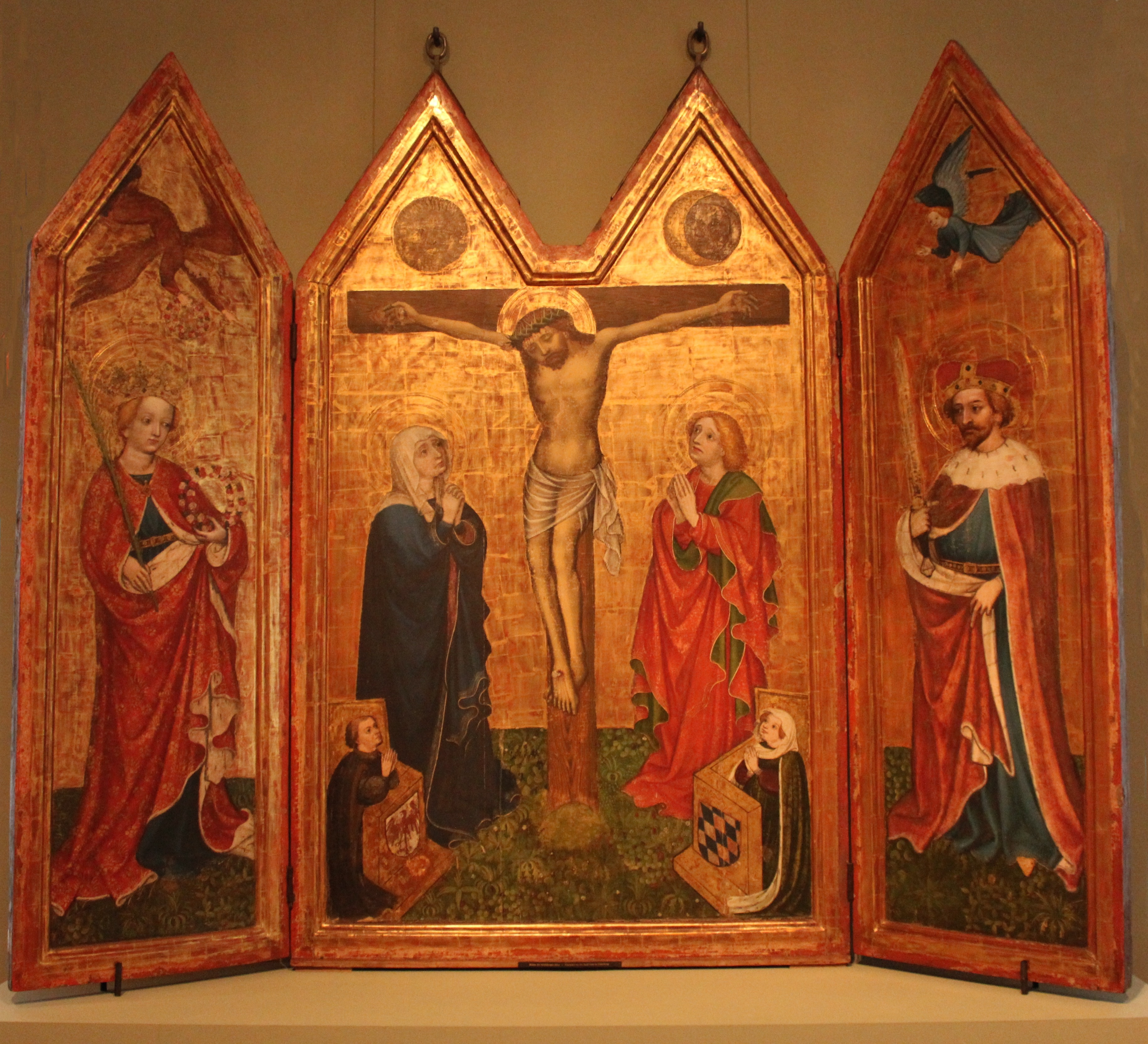
Cadolzburger Altar – Jagdschloss Grunewald

Der Meister des Cadolzburger Altars war ein in der ersten Hälfte des 15. Jahrhunderts tätiger deutscher Maler.
Der heute nicht mehr namentlich bekannte Maler erhielt seinen Notnamen nach einem 1426 entstandenen Kreuzigungsaltar für die Pfarrkirche von Cadolzburg, der 1873 von der Gemeinde dem damaligen preußischen Kronprinzen Friedrich III. geschenkt wurde und sich heute im Jagdschloss Grunewald in Berlin befindet.

## Bildbeschreibung
Die Mitteltafel des dreiflügeligen Altarbildes besteht aus einer Kreuzigung mit Maria und Johannes sowie den in Betstühlen knienden Stiftern Friedrich I. von Brandenburg und seiner Gemahlin Elisabeth von Bayern-Landshut. Maria, der Kurfürst und die Sonne sind auf der linken, heraldisch rechten höherwertigen Seite dargestellt. Die Seitenflügel zeigen die heiligen Cäcilia und Valerian, in kurfürstlicher  Kleidung mit Schwert, das auch auf seinen Märtyrertod durch Enthauptung hinweist. Auf der Rückseite der Flügel ist eine Verkündigungsszene dargestellt, Johannes, die Kurfürsten und der Mond entsprechend gegenüber. Die Hinwendung nach links zu Maria des im weichen Stil dargestellten Körpers Christi, wird durch das rechts überhängende Lendentuch ausgeglichen. Darüber hinaus ist das Bild symmetrisch angelegt. Ungewöhnlich sind die spitzen Giebel, die sich auch auf dem 1436/7 in St. Lorenz in Nürnberg gestifteten Deocarus Altar befinden.

## Geschichte des Bildes
Nach dessen Besichtigung 1873 und auf seinen dringenden Wunsch erhielt Kronprinz Friedrich III. diesen als Geschenk für sein Arbeitszimmer in Berlin. Über das Hohenzollernmuseum in Monbijou und das Berliner Schloss kamen die 1902 und in den 50er Jahren restaurierten Tafeln in die Gemäldegalerie im Jagdschloss Grunewald. Die dazugehörenden Standflügel mit Darstellungen der heiligen Urban und Sigismund verblieben in Cadolzburg und sind dort 1945 im in der Burg eingerichteten Museum verbrannt.

## Der Maler
Der wohl in Nürnberg tätige Maler scheint durch die böhmische Malerei beeinflusst worden zu sein und war möglicherweise ein Schüler des sogenannten Meisters des Deichsler-Altars. Darüber hinaus orientierte er sich offensichtlich auch am sogenannten Meister des Bamberger Altars von 1429, dem der Altar früher zugeschrieben war. Weitere Werke konnten ihm bis heute nicht zugewiesen werden. Das Bild ist typisch für Nürnberger Malerei des frühen 15. Jahrhunderts.